# Fjörgyn
Fjörgyn f. oder Fjörgynn m. ist der Name zweier Gestalten aus der nordischen Mythologie.
Im Hárbarðslióð und in der Völuspá ist Fjörgyn ein Name für Jörd, die Mutter des Gottes Thor.
Im Skáldskaparmál und in der Lokasenna ist Fjörgynn der Vater der Göttin Frigg.
Etymologisch verwandt ist der baltische Himmels- und Gewittergott Pērkons.